# Gpg4win
Gpg4win – pakiet oprogramowania dla systemów Windows (XP/Vista/7/8/10) zawierający podręczniki i programy do szyfrowania poczty oraz plików. Sam Gpg4win, jak i narzędzia w nim zawarte, są wolnym i otwartym oprogramowaniem.
Celem projektu jest uaktualnianie pakietu instalacyjnego dla Windows do najnowszych wersji programu GnuPG oraz towarzyszących mu narzędzi i dokumentacji. Jedną z ważnych części projektu jest dokument Gpg4win for Novices, który został przetłumaczony z niemieckiego oryginału. W pakiecie znajduje się także inny niemiecki dokument, który omawia bardziej zaawansowane tematy.
System używany do budowy pakietu („Gpg4win-Builder”) pozwala na łatwe tworzenie instalatora gpg4win.exe ze zaktualizowanymi lub dostosowanymi do własnych potrzeb komponentami. Testowany był na Debianie, lecz może również działać na innych systemach. Podczas budowy pakietu niemal wszystkie narzędzia są tworzone dla systemu Windows przez kompilację skrośną.

## Zawartość instalatora Gpg4win
Oprogramowanie:
- GnuPG: Rdzeń pakietu; właściwe narzędzie szyfrujące
- Kleopatra: Zarządca certyfikatów i kluczy dla OpenPGP oraz X.509 (S/MIME).
- GPA: Alternatywny zarządca certyfikatów i kluczy dla OpenPGP i X.509 (S/MIME).
- GpgOL: Plugin dla Microsoft Outlook 2003 i 2007 (szyfrowanie e-maili).
- GpgEX: Plugin dla Microsoft Explorer (szyfrowanie plików przez menu kontekstowe).
- Claws Mail: Kompletny klient poczty elektronicznej zawierający plugin dla GnuPG.

Dokumentacja:
- Gpg4win Compendium: Nowa (nieprzetłumaczona) dokumentacja Gpg4win2.
- Gpg4win for Novices: Stara instrukcja przeznaczona głównie dla początkujących.